# Stenoterommata arnolisei
Stenoterommata arnolisei là một loài nhện trong họ Nemesiidae.
Stenoterommata arnolisei được miêu tả năm 2008 bởi Indicatti.